# Чоряккорон
Чоряккоро́н (тадж. Чоряккорон, в русском также встречается вариант написания Чорьяккорон) — село в Таджикистане, ближний пригород столицы Таджикистана — города Душанбе, с которым граничит. Центр одноимённого джамоата — одной из сельских общин района Рудаки, относящегося к районам республиканского подчинения.
В переводе с таджикского языка название села означает «издольщики», то есть люди, обрабатывающие чужую землю за четвёртую долю собранного урожая.

## География
Село расположено в центральной части Душанбинской агломерации в Гиссарской долине на северном берегу Большого Гиссарского канала. Восточная часть села граничит с территорией Сино — одного из районов Душанбе, где работает значительное количество жителей Чоряккорона. Расстояние по прямой до центра района Рудаки посёлка Сомониён составляет около 17 километров.
В марте 2020 года было объявлено, что территория села вместе с Гулистаном и другими населёнными пунктами в ближней округе Душанбе в скором времени войдёт в состав расширяющейся столицы.